# Mack Hellings
Ronald 'Mack' Hellings (14 de setembro de 1915 — 11 de novembro de 1951) foi um automobilista norte-americano que esteve em quatro 500 Milhas de Indianápolis (duas quando a prova fazia parte do calendário da Fórmula 1 de 1950 até 1960): 1948, 1949, 1950 e 1951. Seu melhor resultado foi o 5º lugar em 1949.